# Глејшер (Вашингтон)
Глејшер (енгл. Glacier) насељено је место без административног статуса у америчкој савезној држави Вашингтон.

## Демографија
По попису из 2010. године број становника је 211, што је 121 (134,4%) становника више него 2000. године.
| Група             | 2000.      | 2010.       |
| Белци             | 89 (98,9%) | 198 (93,8%) |
| Афроамериканци    | 0 (0,0%)   | 0 (0,0%)    |
| Азијати           | 0 (0,0%)   | 0 (0,0%)    |
| Хиспаноамериканци | 1 (1,1%)   | 5 (2,4%)    |
| Укупно            | 90         | 211         |